# Olympische Winterspiele 2002/Teilnehmer (Liechtenstein)
| Gelbes Symbol für Goldmedaillen mit stilisierten Olympischen Ringen | Graues Symbol für Silbermedaillen mit stilisierten Olympischen Ringen | Braundes Symbol für Bronzemedaillen mit stilisierten Olympischen Ringen |
| ------------------------------------------------------------------- | --------------------------------------------------------------------- | ----------------------------------------------------------------------- |
| —                                                                   | —                                                                     | —                                                                       |

Liechtenstein nahm an den Olympischen Winterspielen 2002 im US-amerikanischen Salt Lake City mit einer Delegation von sieben Männern und einer Frau teil. 

## Flaggenträger
Der alpine Schiläufer Marco Büchel, für den es bereits die vierten der bisher sechs Olympischen Spiele waren, trug die Flagge Liechtensteins während der Eröffnungsfeier im Rice-Eccles Stadium.

## Teilnehmer

### Ski Alpin
- Marco Büchel
Abfahrt, Männer: 29. Platz
Super G, Männer: 13. Platz
Riesenslalom, Männer: 17. Platz

- Markus Ganahl
Riesenslalom, Männer: 27. Platz
Slalom, Männer: Ausgeschieden

- Jürgen Hasler
Abfahrt, Männer: 26. Platz
Super G, Männer: Ausgeschieden

- Birgit Heeb-Batliner
Riesenslalom, Frauen: Ausgeschieden

- Michael Riegler
Super G, Männer: Ausgeschieden
Riesenslalom, Männer: 35. Platz

- Achim Vogt
Riesenslalom, Herren: 23. Platz

### Ski Nordisch
- Markus Hasler
1,5 km Langlauf Sprint, Herren: 12. Platz
30 km Langlauf Freistil, Herren: 25. Platz
50 km Langlauf klassisch: 36. Platz
20 km Verfolgungsrennen: 26. Platz

- Stephan Kunz
1,5 km Langlauf Sprint, Herren: 22. Platz
30 km Langlauf Freistil, Herren: 31. Platz
20 km Verfolgungsrennen: 43. Platz